# 헤타리아 Axis Powers
《헤타리아 Axis Powers》(일본어: ヘタリア Axis Powers 헤타리아 아쿠시스 파와즈[*])는 일본의 만화가 히마루야 히데카즈가 자신의 홈페이지에 게재하는 웹툰 형식의 만화이다. 세계 여러 나라와 지역을 모에화한 만화이며 이 만화가 인기를 끌면서 단행본, 드라마 CD, 애니메이션, 영화, 비디오 게임, 뮤지컬 등으로 발전해 나갔다.

## 개요
세계사를 모티브로 한 네 컷 만화이며 세계 여러 나라와 지역 고유의 풍속, 풍조, 풍토 등을 바탕으로 모에 의인화한 캐릭터가 등장하는 국가 의인화 역사 코미디 만화이다. 제1차 세계 대전과 제2차 세계 대전을 배경으로 한다.
주인공 이탈리아를 중심으로 하는 추축국(이탈리아, 독일, 일본), 이들의 반대 진영에 서 있던 연합국(미국, 영국, 프랑스, 러시아, 중국)을 중심으로 하며 이들을 중심으로 전 세계에 일어난 사건, 사고를 역사적 사실, 각 나라의 국민성과 고정관념을 엮은 작품이다. 헤타리아(ヘタリア)는 "서투르고 어리버리함"을 뜻하는 일본어 속어인 '헤타레'(ヘタレ)와 '이탈리아'(イタリア)의 합성어이다. 세계사를 모티브로 한 에피소드 뿐만 아니라 시사 관련 자료를 응용한 에피소드, 캐릭터를 이용한 오리지널 에피소드도 많이 포함되어 있다.
작가의 공식 사이트 이외에 연재된 내용은 《코믹 버즈》 2010년 8월호, 2011년 11월호부터 2013년 8월호까지 연재된 내용(단행본 5, 6권에 수록됨)이 있다. 2014년 9월부터 매주 월요일과 금요일에 슈에이샤가 운영하는 웹 사이트 《소년 점프+》에서 《헤타리아 World☆Stars (ヘタリア World☆Stars)》가 연재되었는데 현대를 배경으로 하고 있다. 2018년 4월 20일에 368편화를 끝으로 연재가 잠시 중단될 것이라고 발표했으나 2020년 10월 25일에 트위터를 통해 연재를 재개할 준비가 되어 있다고 발표했다.

## 캐릭터

### 추축국
추축국 진영의 캐릭터는 이탈리아, 독일, 일본을 중심으로 등장한다.
- 이탈리아 (이탈리아 베네치아노, 북이탈리아, 성우: 나미카와 다이스케)
- 독일 (성우: 야스모토 히로키)
- 일본 (성우: 타카하시 히로키)

### 연합국
연합국 진영의 캐릭터는 미국, 영국, 프랑스, 러시아, 중국을 중심으로 등장한다. 경우에 따라서는 캐나다를 넣기도 한다.
- 미국 (성우: 코니시 카츠유키)
- 영국 (성우: 스기야마 노리아키)
- 프랑스 (성우: 오노사카 마사야)
- 러시아 (성우: 타카토 야스히로)
- 중국 (성우: 카이다 유키)

## 용어
- 결혼: 합병을 의미한다.
- 동거: 병합, 통치, 점령을 의미한다.
- 상사: 국가 원수나 정치적 지도자를 의미하며 특별히 지정되어 있지 않는 한 해당되는 시대의 인물이 된다.
- 친구: 동맹 관계나 조약 체결을 의미한다.
- 감기에 걸린다: 경기 불황을 의미한다.
- 몸이 좋다·안 좋다: 정치 정세를 의미한다.
- 몸이 아프다: 정권 다툼을 의미한다.
- 집: 국토를 의미하며 가족 또는 식구인 경우에는 국민을 의미한다.

## 단행본
1권부터 6권까지는 겐토샤(겐토샤 코믹스)에서, 《World☆Stars》 편은 슈에이샤(점프 코믹스)에서 발간했다.
- 겐토샤
  - 1권 《헤타리아 Axis Powers (ヘタリア Axis Powers)》 (2008년 3월 17일 출판, ISBN 978-4-344-81275-8)
  - 2권 《헤타리아 2 Axis Powers (ヘタリア 2 Axis Powers)》 (2008년 12월 10일 출판, ISBN 978-4-3448-1514-8, 특장판 ISBN 978-4-344-81535-3)
  - 3권 《헤타리아 3 Axis Powers (ヘタリア 3 Axis Powers)》 (2010년 5월 21일 출판, ISBN 978-4-3448-1938-2, 특장판 ISBN 978-4-344-81939-9)
  - 4권 《헤타리아 4 Axis Powers (ヘタリア 4 Axis Powers)》 (2011년 6월 30일 출판, ISBN 978-4-3448-2233-7, 특장판 ISBN 978-4-344-82234-4)
  - 5권 《헤타리아 5 Axis Powers (ヘタリア 5 Axis Powers)》 (2012년 7월 31일 출판, ISBN 978-4-344-82563-5, 특장판 ISBN 978-4-344-82564-2)
  - 6권 《헤타리아 6 Axis Powers (ヘタリア 6 Axis Powers)》 (2013년 10월 31일 출판, ISBN 978-4-344-82867-4, 특장판 ISBN 978-4-344-82868-1)

- 《World☆Stars》
  - 1권 《헤타리아 World☆Stars (ヘタリア World☆Stars)》 (2015년 2월 4일 출판, ISBN 978-4-08-880375-3)
  - 2권 《헤타리아 World☆Stars 2 (ヘタリア World☆Stars 2)》 (2015년 7월 3일 출판, ISBN 978-4-08-880440-8)
  - 3권 《헤타리아 World☆Stars 3 (ヘタリア World☆Stars 3)》 (2016년 2월 4일 출판, ISBN 978-4-08-880615-0)
  - 4권 《헤타리아 World☆Stars 4 (ヘタリア World☆Stars 4)》 (2017년 6월 2일 출판, ISBN 978-4-08-881228-1)

## 드라마 CD
드라마 CD는 원작자가 협력한 동인판(본가판)과 상업판으로 나뉜다. 헤타리아의 공식 설정은 원작의 웹 코믹과 CD, 트레이딩 카드에 의해서 구성되어 있다.

### 본가판 CD
- 《Axis powers HETALIA ~The CD~ (Axis powers HETALIA 〜The CD〜)》

작가가 여러 가지 사정으로 인해 삭제한 본가의 요소를 100% 담은 CD. 원래는 2007년에 배포할 예정이었지만 2008년 9월 14일 일본 오사카에서 열린 동인지 즉매회 헤타리아 포럼에서 통신 판매로만 500엔에 배포되었다. 아이리스의 꽃말(アイリスの花言葉)이 제작을 담당했으며 작가 자신이 각본을 담당했다. 원래는 수량에 관계 없이 배포 또는 무료 다운로드 방식을 채택하여 히마루야 히데카즈도 자켓 그림을 새로 그리는 등 배포를 준비했지만 본가판 CD의 발표를 전후하여 상업판 CD의 발표가 있었다. 그것과의 관계를 불명하지만 새로 그린 자켓은 사용이 중지되었으며 한정된 수량에 맞춰 유료 형태로 배포되었다. 관계자는 제반의 사정 또는 여러 가지 사정에 의해서라고 한다. 헤타리아 포럼의 주최자도 헤타리아 포럼 사이트에 대량 배포를 희망했음을 고지했다. 당시에는 아이리스의 꽃말 웹사이트에서도 대대적으로 원작자의 산작, 자켓, 시나리오를 전면에 내세워 선전하고 있었다. 성우진은 학원 헤타리아에서 성우로 등장하는 것 이외에도 코믹스 1권 발매 카운트다운 기획 등에 참여하고 있다.

### 상업판 CD
작가 자신의 블로그에 따르면 2007년 여름부터 상업판 CD를 기획했다고 한다. 공식적인 고지는 코믹스 1권에 있는 광고에 있었다. 자켓은 히마루야 히데카즈의 신작이며 각본은 작가 본인의 단독 각본, 극작가와의 공저 두 종류로 나뉜다. 내용은 주로 단행본에서 삭제된 부분을 중심으로 구성되어 있는데 사이트에 게재된 내용과 신작, 본편 CD와 캐릭터 CD로 나뉜다.

#### 본편 CD
- 《헤타리아 드라마 CD ~프롤로그~ (ヘタリア ドラマCD 〜プロローグ〜)》

2008년 8월 15일 프런티어웍스보다 코믹 마켓에서 먼저 발매됨. 2008년 8월 29일 애니메이트 등 특정 점포에서 일반에 발매됨.
- 《헤타리아 드라마 CD 제1권 ~마음 속에서부터 헤타리아에 만세를 외친다~ (ヘタリア ドラマCD 第一巻 〜心の底からヘタリアをマンセーする〜)》

2008년 10월 24일 프런티어웍스에서 발매되었다. 완성된 신작 시나리오 〈추축을 잡으며 (のんのか枢軸)〉 수록.
- 《헤타리아 드라마 CD ~프롤로그 2~ (ヘタリア ドラマCD 〜プロローグ2〜)》

2008년 12월 29일 프런티어웍스보다 코믹 마켓에서 먼저 발매됨. 2009년 1월 28일 애니메이트 등 특정 점포에서 일반에 발매됨.
- 《헤타리아 드라마 CD vol.2 (ヘタリア ドラマCD vol. 2)》

자켓은 히마루야 히데카즈의 신작. 2009년 6월 3일 프런티어웍스에서 발매.
- 《헤타리아 드라마 CD 인터벌 Vol.1 〈내 님 CD〉(ヘタリア ドラマCD インターバルVol.1「俺様CD」)》

자켓은 히마루야 히데카즈의 신작. 프로이센의 캐릭터 송 〈내 님에게 내 님을 위한 내 님의 노래 (俺様による俺様の為の俺様の歌)〉 수록. 2009년 8월 26일 프런티어웍스에서 발매.
- 《헤타리아 드라마 CD 헤타리아 판타지아 (ヘタリア ドラマCD ヘタリア=ファンタジア)》

자켓, 시나리오는 히마루야 히데카즈의 신작. RPG풍 〈헤타리아 판타지아〉 수록. 《월간 코믹 버즈》와 코믹스 제2권 연동 응모자 전원에게 서비스로 제공된 스페셜 CD이며 비매품.
- 《헤타리아 드라마 CD 인터벌 Vol.2 〈두목 CD〉 (ヘタリア ドラマCD インターバルVol.2「親分CD」)》

자켓, 시나리오는 히마루야 히데카즈의 신작. 스페인의 캐릭터 송 〈La pasion no se detiene ~멈출 수 없는 정열~ (La pasion no se detiene〜トマらない情熱〜)〉 수록. 2010년 12월 8일 프런티어웍스에서 발매.
- 《헤타리아 드라마 CD 헤타리아 판타지아 2 (ヘタリア ドラマCD ヘタリア=ファンタジア2)》

자켓, 시나리오는 히마루야 히데카즈의 신작. RPG풍 〈헤타리아 판타지아〉 수록. 《월간 코믹 버즈》와 코믹스 제3권 연동 응모자 전원에게 서비스로 제공된 스페셜 CD이며 비매품.
- 《헤타리아 드라마 CD 헤타리아 판타지아 3 (ヘタリア ドラマCD ヘタリア=ファンタジア3)》

자켓, 시나리오는 히마루야 히데카즈의 신작. RPG풍 〈헤타리아 판타지아〉 수록. 《월간 코믹 버즈》와 코믹스 제4권 연동 응모자 전원에게 서비스로 제공된 스페셜 CD이며 비매품.

#### 캐릭터 CD
캐릭터별로 1개월에서 2개월 사이에 한 번 정도 발행된다. 미니 드라마와 캐릭터 송(연주곡 버전도 함께 수록되어 있음)으로 구성되어 있으며 디스크 자켓은 모두 히마루야 히데카즈의 작품이다. 캐릭터 송의 가사는 각국의 의식주 문화를 소재로 하고 있다. 2009년 3월 25일부터 2010년 3월 24일까지 프런티어웍스에서 발매했으며 판매원은 미디어웍스이다.
- 《헤타리아 캐릭터 CD Vol.1 이탈리아 (ヘタリア キャラクターCD Vol.1 イタリア)》 (남북 이탈리아 형제 합동 명의)
  - 성우: 나미카와 다이스케
  - 발매일: 2009년 3월 25일
  - 수록곡: 〈더운 물에 끓이자♪ (お湯をひとわかししよう♪)〉, 〈맛있는 ☆ 토마토의 노래 (おいしい☆トマトのうた)〉
  - 수록 미니 드라마: 〈우리들은 형제야! (俺たち兄弟だよ!)〉
- 《헤타리아 캐릭터 CD Vol.2 독일 (ヘタリア キャラクターCD Vol.2 ドイツ)》
  - 성우: 야스모토 히로키
  - 발매일: 2009년 4월 22일
  - 수록곡: 〈게르만 찬가 ~나는 독일제~ (ゲルマン讃歌 〜俺はドイツ製〜)〉, 〈고독 (Einsamkeit, 아인잠카이트)〉
  - 수록 미니 드라마: 〈포스터를 만들었어 (ポスター作ったよ)〉
- 《헤타리아 캐릭터 CD Vol.3 일본 (ヘタリア キャラクターCD Vol.3 日本)》
  - 성우: 타카하시 히로키
  - 발매일: 2009년 5월 27일
  - 수록곡: 〈송구스럽습니다, 미안합니다. (恐れ入ります、すみません)〉, 〈해가 뜨는 나라 지팡구 (日の出ずる国 ジパング)〉
  - 수록 미니 드라마: 〈영국과 일본의 요괴 문화 (イギリスと日本の妖怪文化)〉
- 《헤타리아 캐릭터 CD Vol.4 영국 (ヘタリア キャラクターCD Vol.4 イギリス)》
  - 성우: 스기야마 노리아키
  - 발매일: 2009년 7월 29일
  - 수록곡: 〈절대 불패 영국 신사 (絶対不敗英国紳士)〉, 〈퍼브로 고(GO)! (パブってGO!)〉
  - 수록 미니 드라마: 〈영국 씨가 감기에 걸렸습니다 (イギリスさんが風邪をひきました)〉
- 《헤타리아 캐릭터 CD Vol.5 프랑스 (ヘタリア キャラクターCD Vol.5 フランス)》
  - 성우: 오노사카 마사야
  - 발매일: 2009년 9월 30일
  - 수록곡: 〈트레비앙은 나에게 안겨 (トレビアンな俺に抱かれ)〉, 〈역시 훌륭한 파리♪ (立派 やっぱ パリ♪)〉
  - 수록 미니 드라마: 〈중세 영국의 머리카락과 옷 (イギリスと中世の髪と服)〉
- 《헤타리아 캐릭터 CD Vol.6 미국 (ヘタリア キャラクターCD Vol.6 アメリカ)》
  - 성우: 코니시 카츠유키
  - 발매일: 2009년 11월 25일
  - 수록곡: 〈W·D·C ~월드 댄싱 (World Dancing)~ (W・D・C 〜World Dancing〜)〉, 〈햄버거 스트리트 (HAMBURGER STREET)〉
  - 수록 미니 드라마: 〈영국과 미국의 집의 유령 (イギリスとアメリカんちの幽霊)〉
- 《헤타리아 캐릭터 CD Vol.7 러시아 (ヘタリア キャラクターCD Vol.7 ロシア)》
  - 성우: 타카토 야스히로
  - 발매일: 2010년 1월 20일
  - 수록곡: 〈겨울 (Зима, 지마)〉, 〈페치카 ~마음을 밝혀 줘~ (ペチカ〜ココロ灯して〜)〉
  - 수록 미니 드라마: 〈G8 멤버에 대해서 생각하자구! (G8メンバーについて考えようぜ！)〉
- 《헤타리아 캐릭터 CD Vol.8 중국 (ヘタリア キャラクターCD Vol.8 中国)》
  - 성우: 카이다 유키
  - 발매일: 2010년 3월 24일
  - 수록곡: 〈니하오 ★ 중국 (你好★中国)〉, 〈아이야! 4,000년! (あいやぁ四千年。)〉
  - 수록 미니 드라마: 〈아시아와 서양의 축제 (アジアと西洋の祭り)〉

## 애니메이션
2009년 1월 24일부터 모바일 애니메이트에서 전송이 시작되었으며 2009년 1월 26일부터 애니메이트 TV에서도 서적 코믹스와 같이 《헤타리아 Axis Powers》로 전송하고 있다. 2009년 1월 24일 키즈 스테이션에서도 방영될 예정되었지만 2009년 1월 16일에 방영 취소를 결정하였다. 제작국 측에 따르면 여러 가지 제반 사정 또는 방송국의 사정으로 인해 방영이 취소되었다고 한다.
2009년 4월 16일 애니메이션 공식 사이트에서 애니메이션 제2기가 제작되며 2009년 여름 이후에 계속 전송할 예정임을 발표하였다. 따라서 52화(제1기 26화, 제2기 26화) 전체가 매주 1화마다 전송된다.
2010년 6월 극장판 《은막(銀幕) 헤타리아 Axis Powers (ヘタリア Axis Powers) Paint it, White (하얗게 칠하자!(白くぬれ!))》가 공개되었다. 또한 2010년 3월부터 애니메이트 TV에서 애니메이션 제3기를 전송하기로 결정하였다.
2012년 7월 애니메이션 제5기 제작이 발표되었으며 2013년 1월 25일부터 전송이 시작되었다. 타이틀은 《헤타리아 The Beautiful World》이며 감독, 시리즈 구성, 캐릭터 디자인 또한 수정되었다.

### 내용
이탈리아, 독일, 일본으로 구성된 추축국 트리오를 중심으로 웹사이트에 게재해 있는 작품을 포함하며 5분 동안 방송한다. 끝 부분에는 30초 정도로 축소한 주제가가 방송된다. 방송에서는 단행본과 마찬가지로 일부 표현이 원작과 다른 편이다. 크리스마스와 관련된 내용이 8월에 방송되는 경우도 있기 때문에 계절의 변화와 관련된 소재는 거의 없는 편이다.
- 제1기·제2기: 제1차 세계 대전 ~ 제2차 세계 대전 사이를 소재로 한 초기 작품(제1권 수록 부분)을 중심으로 전개된다. 치비타리아와 미국의 창고 청소는 장편으로 취급한다.
  - 치비타리아 (ちびたりあ): 이탈리아 전쟁 이야기를 발단으로 함. 어린 이탈리아가 종주국 오스트리아의 집에서 하인으로 보내는 모습을 희미하게 그린 중세 시대 편의 사이드 스토리. 주역은 이탈리아와 신성 로마 제국이며 치비타리아는 원작과 단행본, 애니메이션마다 결말이 모두 다름.
  - 미국의 창고 청소 (アメリカの倉庫掃除): 어린 미국이 영국과 살던 때부터 독립할 때까지의 기간을 생각하며 되돌아 보는 회상록. 주연은 미국, 시중드는 사람에게 객지벌이를 하는 리투아니아.
- 제3기·제4기: 타이틀이 《헤타리아 World Series (ヘタリア World Series)》로 변경됨. 제1기·제2기 방영 기간 중에 새로 추가된 스토리를 포함한 미발표분을 중심으로 전개된다. 로마노판 치비타리아는 장편으로 취급한다.
  - 스페인 두목과 꼬마 로마노 (スペイン親分とちびロマーノ): 이탈리아 전쟁 이후에 종주국 오스트리아가 "당신(스페인)에게 이 아이(로마노)의 형(오빠)의 지배권을 주겠습니다."라고 말하면서 어린 로마노의 두목이 된 스페인과 스페인의 집에서 하인으로 사는 로마노의 이야기. 로마노에 좌지우지되는 스페인의 이야기.
  - 네코타리아 (ねこたりあ): 부제 〈만약 세계가 고양이라면 (もしも世界が猫だったら)〉 그대로 고양이로 의인화한 나라 이야기. 사람으로 의인화한 나라는 고양이의 주인으로 등장함.
  - 이탈리아에서 나올 수 없어 (イタリアから出られない): 엉뚱한 일로 인해 함정에 빠지고 이탈리아에게 잡힌 영국이 탈주하려고 악전고투하는 이야기.
  - 유나이티드 스테이츠 오브 헤탈리아 (UNITED STATES of HETALIA): 1부는 추축국의 조난을 소재로 하고 있으며 2부 〈유나이티드 스테이츠 오브 헤탈리아 2 (UNITED STATES of HETALIA 2)〉는 추축국을 추적하다가 조난당한 연합국을 소재로 함. 각 에피소드마다 타이틀을 부르는 점이 특징.
- 제5기: 타이틀이 《헤타리아 The Beautiful World (ヘタリア The Beautiful World)》로 변경됨. 제4권을 중심으로 전개됨.
- 제6기: 타이틀이 《헤타리아 The World Twinkle (ヘタリア The World Twinkle)》로 변경됨. 제5권, 제6권을 중심으로 전개됨.

### 제작진
- 원작: 히마루야 히데카즈
- 기획: 다카가와 다케시, 이와사키 아쓰시, 다카하시 기미에, 야스다 마사키 (Axis Powers ~ World Series) → 다카가와 다케시, 이토 마코토, 야스다 마사키, 이토 요시히코 (The Beautiful World)
- 감독: 보브 시로하타 (Axis Powers ~ World Series) → 와타나베 히로시 (The Beautiful World)
- 시리즈 구성: 히라미쓰 다쿠야 (Axis Powers ~ World Series) → 후데야스 가즈유키 (The Beautiful World)
- 캐릭터 디자인·총작화 감독: 가난 마사아키 (Axis Powers ~ World Series) → 오카 마리코 (The Beautiful World)
- 미술 감독: 다카하시 마호 (스튜디오 튤립, Axis Powers ~ World Series) → 자마 도모코, 나가사와 사토미 (The Beautiful World)
- 색채 설계: 모치다 다케시 (Axis Powers ~ World Series) → 기타즈메 조에이코 (The Beautiful World)
- 촬영 감독: 시모사키 소 (Axis Powers)
- 편집: 마쓰무라 마사히로 (Axis Powers)
- 음향 감독: 히라미쓰 다쿠야 (Axis Powers)
- 음악 프로듀서: 요시카와 아키라 (Axis Powers ~ World Series) → 이와타 미쓰히로 (The Beautiful World)
- 음악 제작: 프런티어웍스 (Axis Powers)
- 음악: 코닛슈 (Axis Powers)
- 효과: 이즈모 노리코 (Axis Powers)
- 음향 제작: 닥스 프로덕션 (히라타 아키라·니시지마 히로시, Axis Powers ~ World Series) → 닥스 프로덕션 (히라타 아키라·나카무라 히카루, The Beautiful World)
- 프로듀서: 노무라 미카 (Axis Powers ~ World Series) → 오카다 도시오, 가와모토사 사토루, 요시다 아쓰노리, 다지마 히로미 (The Beautiful World)
- 애니메이션 프로듀서: 마쓰다 게이이치 (Axis Powers ~ World Series) → 우라사키 히카루, 와다 가오루 (The Beautiful World)
- 애니메이션 제작: 스튜디오 딘 (Studio DEEN)
- 제작: 헤타리아 제작 위원회 (Axis Powers ~ World Series) → 노무라 미카, 다나카 신사쿠, 가네니와 고즈에, 지쿠 마사히로 (The Beautiful World)

### 주제가
- 제1기·제2기 〈동그라미를 그리면 지구 (まるかいて地球)〉
  - 작사·작곡·편곡: 사키 / 노래: 이탈리아 (나미카와 다이스케)
- 제3기·제4기 〈깃발을 흔드는 퍼레이드 (はたふってパレード)〉
  - 작사·작곡·편곡: 사키 / 노래: 이탈리아 (나미카와 다이스케)
- 제5기 〈돌아가는 지구 론도 (まわる地球ロンド)〉
  - 작사·작곡: moss moss / 편곡: - 스도 유 / 노래: 이탈리아 (나미카와 다이스케)
- 제6기 〈헤탈리안☆제트 (ヘタリアン☆ジェット)〉
  - 작사: YUMIKO, 작곡: moss moss / 편곡: - 스도 유 / 노래: 이탈리아 (나미카와 다이스케)

### 극중 노래·특별 삽입곡
- 〈독일에게 바치는 이탈리아의 노래 (ドイツに捧げるイタリアのうた)〉
  - 노래: 이탈리아 (나미카와 다이스케)
  - 음악 CD 《애니메이션 〈헤타리아 Axis Powers〉 주제가 맥시 CD 〈동그라미 그리고 지구 (まるかいて地球)〉》에 수록.
- 〈이 세상의 지옥과 천국 (この世の地獄と天国)〉
  - 노래: 로마 제국 (고다 호즈미)
  - 음악 CD 《애니메이션 〈헤타리아 Axis Powers〉 사운드 월드 (サウンドワールド)》에 수록.
- 〈른, 른, 르네상스 (ルン・ルン・ルネッサンス)〉
  - 노래: 로마 할아버지 (고다 호즈미), 치비타리아 (카나다 아키)
  - 서적 《노래하며 연주하는 헤타리아 (歌って奏でるヘタリア)》 특전 CD 수록곡.
- 〈악마를 부를 것 같은 영국의 노래 (悪魔をよびそうなイギリスのうた)〉
  - 노래: 영국 (스기야마 노리아키)
  - 음악 CD 《애니메이션 〈헤타리아 Axis Powers〉 주제가 맥시 CD 〈깃발을 흔드는 퍼레이드 (はたふってパレード)〉》에 수록.
- 〈아이슬란드에서 사랑을 담아 (アイスランドより愛をこめて)〉
  - 노래: 아이슬란드 (아사쿠라 아유무), 퍼핀 (오노사카 마사야)
  - DVD 애니메이션 〈은막 헤타리아 (銀幕ヘタリア)〉 프리미엄판 특전 비매품 보컬 CD 수록곡.
- 〈당근과 채찍 (アメとムチ)〉
  - 노래: 우크라이나 (마스다 유키), 벨라루스 (타카노 우라라)
  - DVD 애니메이션 〈은막 헤타리아 (銀幕ヘタリア)〉 애니메이트 한정판 특전 비매품 보컬 CD 수록곡.

### 대한민국 캐릭터와 관련된 논란
헤타리아에 등장하는 대한민국 캐릭터가 한복이 아닌 이상한 옷차림을 하고 있으며 일장기(일본의 국기)를 갖고 다니거나 옷을 만들어 입힌다거나, 미국에 의존하며 일본을 무조건 따라하거나, 중국을 "형님"이라고 부르거나, 시도 때도 없이 "우리나라 만세"를 외치거나, 무엇이든지 한국이 기원이라고 주장하는 사람으로 묘사되어 있어 누리꾼을 중심으로 다음 아고라에서 방송 중지 서명 운동을 진행했으며 대한민국 언론은 이를 주요 기사로 다루었다. 특히 대한민국이 일본의 가슴을 만지는 행위가 "대한민국이 독도를 강제로 차지하고 있다"는 일본의 주장을 상징화한 것이라는 해석이 있다. 또한 이 논란은 대한민국 국회의 독도영토수호대책특별위원회에서도 토론이 이루어졌다. 이와 관련하여 키즈스테이션 측은 “대한민국에서의 비판은 몰랐다. 애니메이션판에는 대한민국 캐릭터가 등장하지 않을 것”이라고 밝혔다. 이후에도 대한민국 네티즌의 서명 운동과 방송 중지 요청이 계속 이어지자 2009년 1월 16일 키즈스테이션은 자세한 사항을 밝히지 않은 채 제반의 사정을 이유로 헤타리아를 방송하지 않기로 했고 헤타리아 공식 홈페이지에서도 대한민국 캐릭터 자체가 아예 없어졌다.

## 영화
《은막 (銀幕) 헤타리아 Axis Powers (ヘタリア Axis Powers) Paint it, White (하얗게 칠하자! (白くぬれ!))》는 2010년 6월 5일 일본에서 개봉된 애니메이션 영화이다. 전국 10개 극장에서 로드 쇼가 열렸으며 상영 시간은 1시간 20분이다. 소규모로 개봉된 영화임에도 피아(ぴあ) 첫 날(初日) 만족도 랭킹(피아 영화 생활 조사(ぴあ映画生活調べ))에서 만족도 87.8점을 받았을 정도로 좋은 평가를 받았으며 전체 순위에서 5위를 기록했다고 한다.
제작진
- 감독: 보브 시로하타
- 각본: 히라미쓰 다쿠야
- 캐릭터 디자인: 가난 마사아키
- 음악: 코닛슈
- 애니메이션 프로듀서: 마쓰다 게이이치
- 애니메이션 제작: 스튜디오 딘
- 배급: 프런티어웍스/무빅

주제가
- 극장판 주제가 《WA! 와!! 월드 선창 (WA!輪!!ワールド音頭)》
  - 노래: 월드 8 (이탈리아 (나미카와 다이스케), 독일 (야스모토 히로키), 일본 (타카하시 히로키), 미국 (코니시 카츠유키), 영국 (스기야마 노리아키), 프랑스 (오노사카 마사야), 러시아 (타카토 야스히로), 중국 (카이다 유키))
- 극장판 이미지 송 《마인 고트! (Mein Gott!)》 밴드 어레인지 버전
  - 노래: 프로이센 (코우사카 아츠시)

## 비디오 게임
《학원 헤타리아 (学園ヘタリア)》는 아이디어 팩토리에서 출시한 비디오 게임이다. 세계 각국에서 온 학생들이 다니는 학교인 국립 세계 W학원을 무대로 한다. 2011년 3월 24일 플레이스테이션 포터블 게임인 《학원 헤타리아 포터블 (学園ヘタリア Portable)》이 출시되었으며 2012년 3월 8일에는 닌텐도 DS 게임인 《학원 헤타리아 DS (学園ヘタリア DS)》가 출시되었다.

## 뮤지컬

### 《헤타리아 ~Singin' in the World~》
《헤타리아 ~Singin' in the World~ (ヘタリア～Singin' in the World～)》는 《헤타리아 Axis Powers》를 원작으로 하는 1번째 뮤지컬이다. 2015년 12월 24일부터 12월 29일까지 도쿄에 위치한 제프 블루 시어터 롯폰기(Zeppブルーシアター六本木)에서 상연되었다.
제작진
- 주최: 뮤지컬 헤타리아 제작위원회
- 각본: 나루세 유세이
- 연출: 요시타니 고타로
- 음악: tak
- 안무: MAMORU

출연진
- 이탈리아 역: 나가에 료키
- 독일 역: 오미 유이치로
- 일본 역: 우에다 케이스케
- 미국 역: 이소가이 류코
- 영국 역: 히로세 다이스케
- 프랑스 역: 주리
- 러시아 역: 야마오키 유키
- 중국 역: 스기에 다이시
- 오스트리아 역: 기쿠치 다쿠야

### 《헤타리아 ~The Great World~》
《헤타리아 ~The Great World~ (ヘタリア～The Great World～)》는 《헤타리아 Axis Powers》를 원작으로 하는 2번째 뮤지컬이다. 2016년 11월 10일부터 11월 20일까지는 도쿄에 위치한 시어터 1010(シアター1010)에서, 11월 26일부터 11월 27일까지는 오사카에 위치한 모리노미야 필로티 홀(森ノ宮ピロティホール)에서 상연되었다.
제작진
- 주최: 뮤지컬 헤타리아 제작위원회
- 각본: 나루세 유세이
- 연출: 요시타니 고타로
- 음악: tak
- 안무: MAMORU

출연진
- 이탈리아 역: 나가에 료키
- 독일 역: 우에다 유스케
- 일본 역: 우에다 게이스케
- 미국 역: 이소가이 류코
- 영국 역: 히로세 다이스케
- 프랑스 역: 주리
- 러시아 역: 야마오키 유키
- 중국 역: 스기에 다이시
- 스페인 역: 야마다 제임스 다케시

### 《헤타리아 ~in the new world~》
《헤타리아 ~in the new world~ (ヘタリア～in the new world～)》는 《헤타리아 Axis Powers》를 원작으로 하는 3번째 뮤지컬이다. 2017년 7월 15일부터 7월 17일까지는 오사카에 위치한 NHK 오사카 홀(NHK大阪ホール), 7월 21일부터 8월 2일까지는 도쿄에 위치한 시어터 1010(シアター1010)에서 상연되었다.
제작진
- 주최: 뮤지컬 헤타리아 제작위원회
- 각본: 나루세 유세이
- 연출: 요시타니 고타로
- 음악: tak
- 안무: MAMORU

출연진
- 이탈리아 역: 나가에 료키
- 독일 역: 우에다 유스케
- 일본 역: 우에다 게이스케
- 미국 역: 이소가이 류코
- 영국 역: 히로세 다이스케
- 프랑스 역: 주리
- 러시아 역: 야마오키 유키
- 중국 역: 스기에 다이시
- 오스트리아 역: 기쿠치 다쿠야
- 프로이센 역: 다카모토 가쿠

### 《헤타리아 FINAL LIVE ~A World in the Universe~》
《헤타리아 FINAL LIVE ~A World in the Universe~ (ヘタリア FINAL LIVE ～A World in the Universe～)》는 《헤타리아 Axis Powers》를 원작으로 하는 4번째 뮤지컬이자 마지막 뮤지컬이다. 2018년 3월 17일부터 3월 18일까지는 지바에 위치한 마쿠하리 멧세(幕張メッセ)에서, 3월 21일에는 오사카에 위치한 페스티벌 홀(フェスティバルホール)에서 상연되었다.
제작진
- 주최: 뮤지컬 헤타리아 제작위원회
- 각본: 나루세 유세이
- 연출: 요시타니 고타로
- 음악: tak
- 안무: MAMORU

출연진
- 이탈리아 역: 나가에 료키
- 독일 역: 우에다 유스케
- 일본 역: 우에다 게이스케
- 미국 역: 이소가이 류코
- 영국 역: 히로세 다이스케
- 프랑스 역: 주리
- 러시아 역: 야마오키 유키
- 중국 역: 스기에 다이시
- 오스트리아 역: 기쿠치 다쿠야
- 프로이센 역: 다카모토 가쿠
- 스페인 역: 야마다 제임스 다케시

## 같이 보기
- 폴란드공
- 아후가니스탄